# Il successo è la miglior vendetta
Il successo è la miglior vendetta (Success Is the Best Revenge) è un film del 1984 diretto da Jerzy Skolimowski.